# Polivinil alkohol dehidrogenaza (citohrom)
Polivinil alkohol dehidrogenaza (citohrom) (EC 1.1.2.6, PVA dehidrogenaza, PVADH) je enzim sa sistematskim imenom polivinil alkohol:fericitohrom-c oksidoreduktaza. Ovaj enzim katalizuje sledeću hemijsku reakciju
polivinil alkohol + fericitohrom  {\displaystyle \rightleftharpoons } oksidovani polivinil alkohol + ferocitohrom c + H+
Ovaj enzim učestvuje u degradaciji bakterijskih polivinilnih alkohola. Neke gram-negativne bakterije razgrađuju polivinilni alkohol putem njegovog unosa u periplazmatični prostor, gde se on oksiduje dejstvom polivinil alkoholne dehidrogenaza, enzima koji je spregnut sa respiratornim lancem putem citohroma c. Ovaj enzim sadrži pirolohinolin hinonski kofaktor.

## Literatura
- Nicholas C. Price; Lewis Stevens (1999). Fundamentals of Enzymology: The Cell and Molecular Biology of Catalytic Proteins (Third изд.). USA: Oxford University Press. ISBN 019850229X.
- Eric J. Toone (2006). Advances in Enzymology and Related Areas of Molecular Biology, Protein Evolution (Volume 75 изд.). Wiley-Interscience. ISBN 0471205036.
- Branden C; Tooze J. Introduction to Protein Structure. New York, NY: Garland Publishing. ISBN 0-8153-2305-0.
- Irwin H. Segel. Enzyme Kinetics: Behavior and Analysis of Rapid Equilibrium and Steady-State Enzyme Systems (Book 44 изд.). Wiley Classics Library. ISBN 0471303097.
- William P. Jencks (1987). Catalysis in Chemistry and Enzymology. Dover Publications. ISBN 0486654605.

## Spoljašnje veze
- Polyvinyl+alcohol+dehydrogenase+(cytochrome) на 